# Yingshang Zhen
Yingshang Zhen (kinesiska: 营上, 营上镇) är en köping i Kina. Den ligger i provinsen Yunnan, i den sydvästra delen av landet, omkring 170 kilometer öster om provinshuvudstaden Kunming. Antalet invånare är 73 541. Befolkningen består av 35 812 kvinnor och 37 729 män. Barn under 15 år utgör 31 %, vuxna 15-64 år 63 %, och äldre över 65 år 5,0 %.
Genomsnittlig årsnederbörd är 1 280 millimeter. Den regnigaste månaden är juni, med i genomsnitt 323 mm nederbörd, och den torraste är januari, med 16 mm nederbörd.